# 1147
El 1147 (MCXLVII) fou un any comú començat en dimecres del calendari julià.

## Esdeveniments
- Expedició catalana i castellana contra Almeria.
- Comença el Setge de Lisboa.
- Rescat de les 100 donzelles.

## Naixements
- Japó: Minamoto no Yoritomo, sisè shogun